# Пратания
Пратания (порт. Pratânia)  —  муниципалитет в Бразилии, входит в штат Сан-Паулу. Составная часть мезорегиона Бауру. Входит в экономико-статистический  микрорегион Ботукату. Население составляет 4417 человек на 2006 год. Занимает площадь 179,817 км². Плотность населения — 24,6 чел./км².

## Статистика
- Валовой внутренний продукт на 2003 составляет 58.681.098,00 реалов (данные: Бразильский институт географии и статистики).
- Валовой внутренний продукт на душу населения на 2003 составляет 13.961,72 реалов (данные: Бразильский институт географии и статистики).
- Индекс развития человеческого потенциала на 2000 составляет 0,745 (данные: Программа развития ООН).

## География
Климат местности: субтропический. В соответствии с классификацией Кёппена, климат относится к категории Cfb.

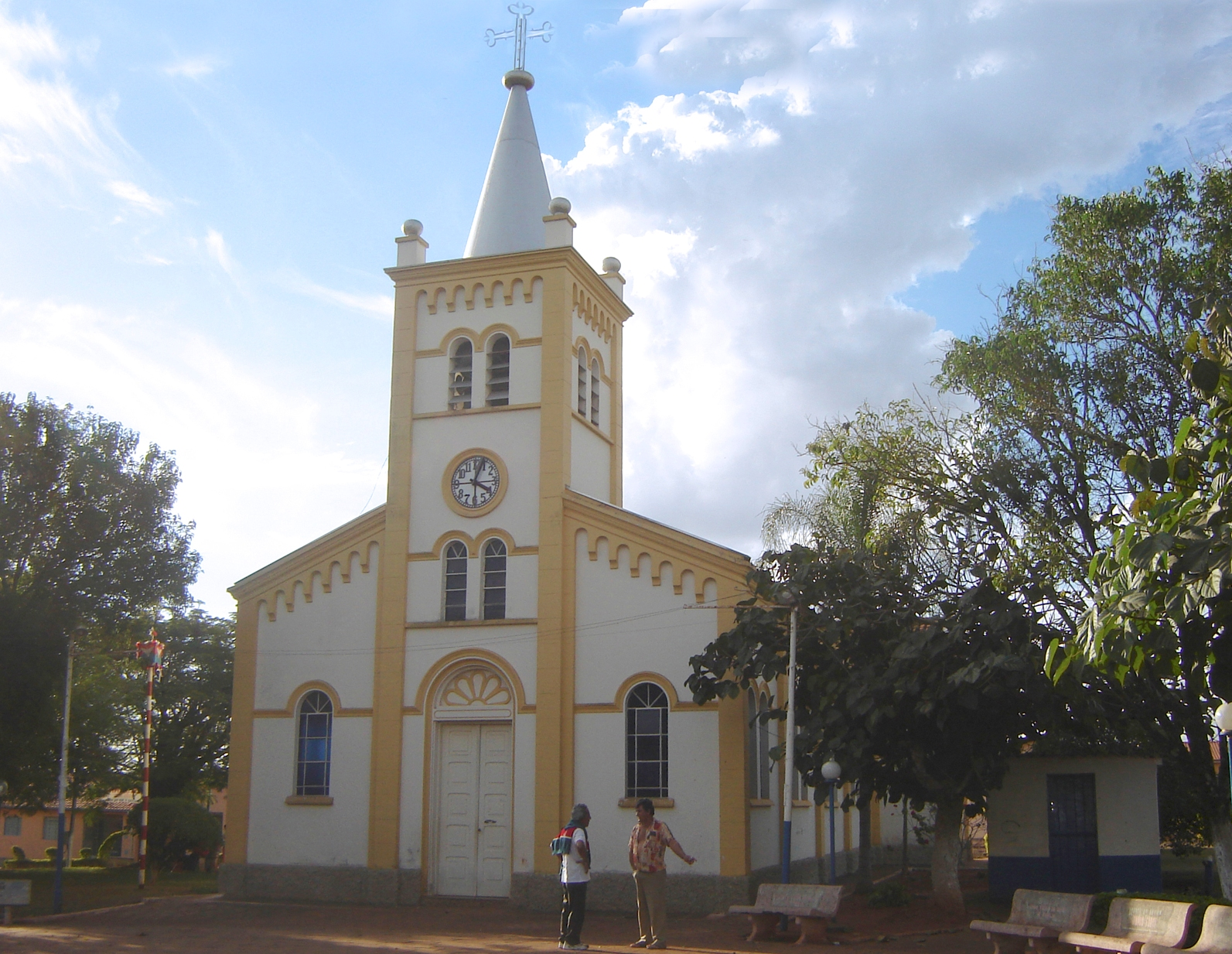
Собор

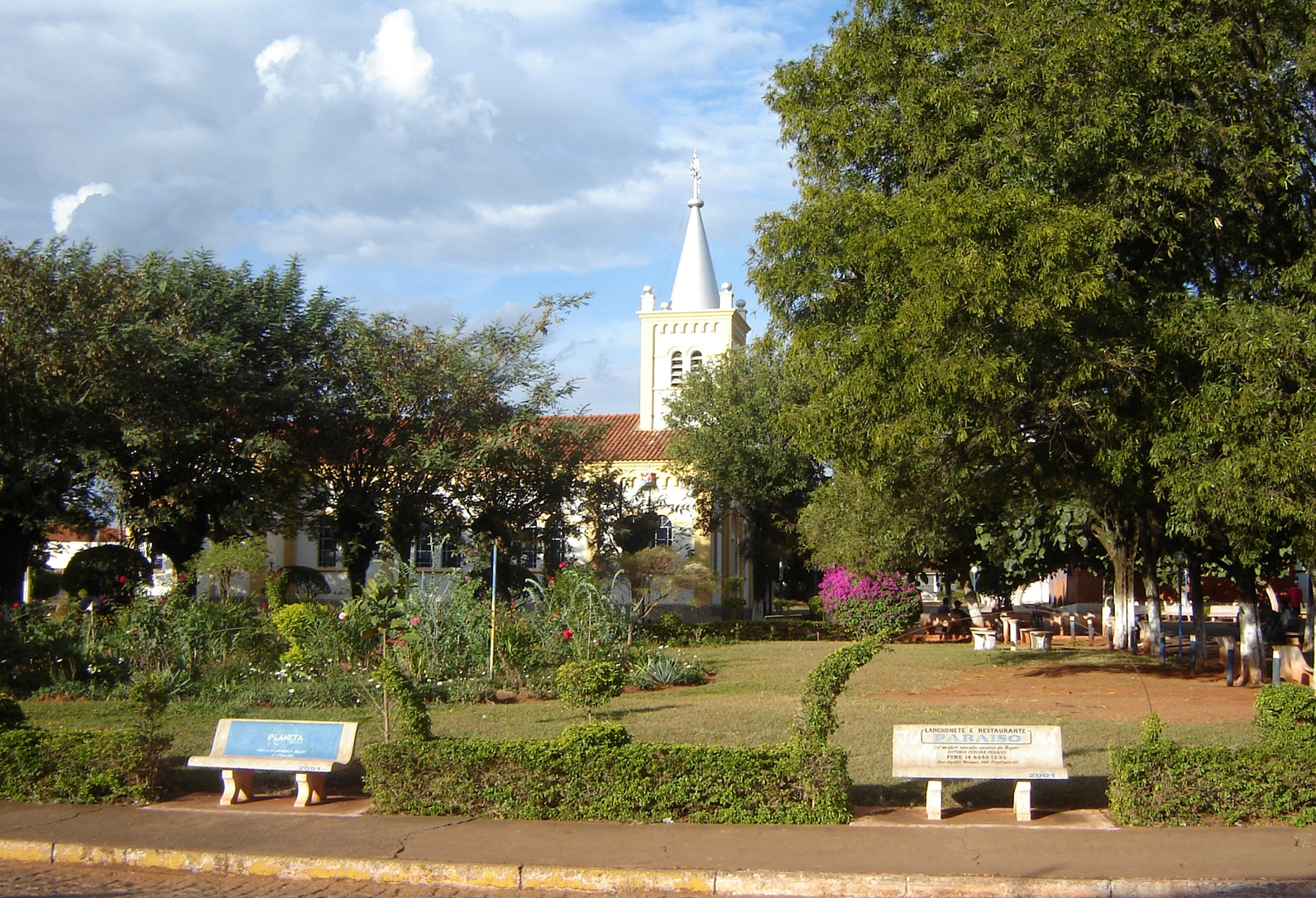